# 埃利奧·格龍丹
埃利奧·格龍丹（法語：Éliot Grondin，2001年4月19日—），加拿大單板滑雪運動員，他代表加拿大隊參加了中國舉行的2022年冬季奧林匹克運動會，並且在男子障礙追逐比賽上獲得銀牌。